# Amadé Salzmann
Amadé Salzmann (* 22. April 1947 in Naters; † 17. Februar 1992 in Visp) war ein Schweizer Musiker und Komponist.

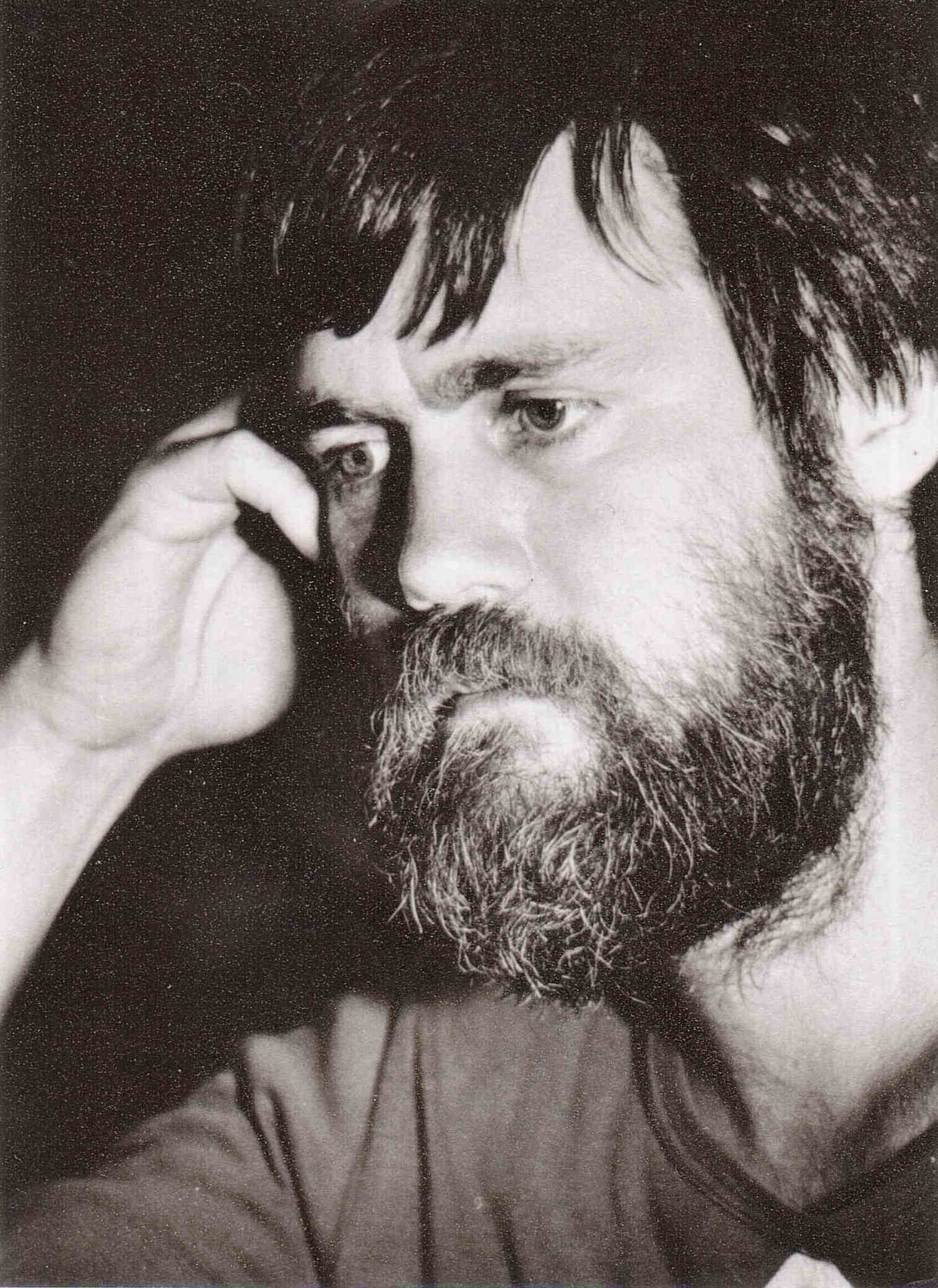
Amadé Salzmann

## Musikalisches Schaffen
Neben seiner beruflichen Tätigkeit als Chemielaborant in den Lonza-Werken in Visp widmete sich Amadé Salzmann intensiv der Musik, insbesondere der Oberwalliser Volksmusik. Er spielte anfänglich Schlagzeug und später als Perkussionist neben Hackbrett noch mehrere andere Instrumente: Harmonium, Hammond-Orgel, und die von ihm selbst entwickelten Teenundi Titschini, Chlichjundi Schgaje, und Fientschgerlädi. Er war Mitglied verschiedener Musikformationen: bei den Pop-Bands „TeddyBoys“ (von 1965 bis 1968), und „RoCaths“ /Roman Catholics (von 1968 bis 1971), beim Unterhaltungsorchester „Lonza-Band“, bei der Horst Scheuber Big Band und den Oberwalliser Spillit („Oberwalliser Spielleute“, von 1977 bis 1992). Er leistete seinen Dienst in der Schweizer Armee als Perkussionist des Schweizer Armeespiels. Amadé Salzmann war Dirigent der Musikgesellschaften „Glishorn“ Glis und der „Konkordia“ Varen. Er war als musikalischer Berater mehrerer Musikgesellschaften tätig. In der Volksmusikszene machte er mit seinem virtuosen Spiel auf dem Original Walliser Hackbrett auf sich aufmerksam. Er erteilte auch privaten Unterricht im Hackbrettspiel.

## Instrumentenbauer und Erfinder
Besondere Beachtung erreichten die von ihm selber entwickelten Instrumente, die „Teenundi Titschini“ (= tönende Holzstücke), ein Instrument, das aus ausgehöhlten Baumstücken besteht und einem Xylophon ähnelt und die „chlichjundi Schgaje“ (klingende Steine). Beim zweiten Instrument entsteht der Ton mittels Steinplatten, als Resonanzkörper dienen Ziegenhörner. Ein besonderes Instrument aus der Werkstatt Salzmann ist das „Fientschgerlädi“, (zusammengesetzt aus fientschgu = eher schlecht Geige spielen und Lädi = Brett) ein gewölbtes Saiteninstrument (Streichpsalterium), das mit dem Bogen gespielt oder gezupft wird. Um den Tonumfang des klassischen Hackbrettes zu erweitern baute Salzmann auch ein Basshackbrett und ein Diskanthackbrett. In den 80er Jahren entwickelte er das typische diatonische Walliser Hackbrett technisch weiter und baute zusammen mit Markus Tenisch mehrere dieser typischen Walliser Instrumente. Durch die präzisere Positionierung der sogenannten Register (=Halbtonschalter) konnten mit dem Instrument sämtliche Tonarten gespielt werden und durch die Verbesserung des Resonanzkastens verhalf er dem Instrument zu einem volleren Klang.
In seinem Buch „Das Hackbrett im Wallis“ erforscht er die Entwicklungsgeschichte des Walliser Hackbretts, macht Vorschläge zur Förderung und Verbesserung des Hackbrettbaus und gibt praktische Spielanleitungen.

## Kompositorisches Schaffen

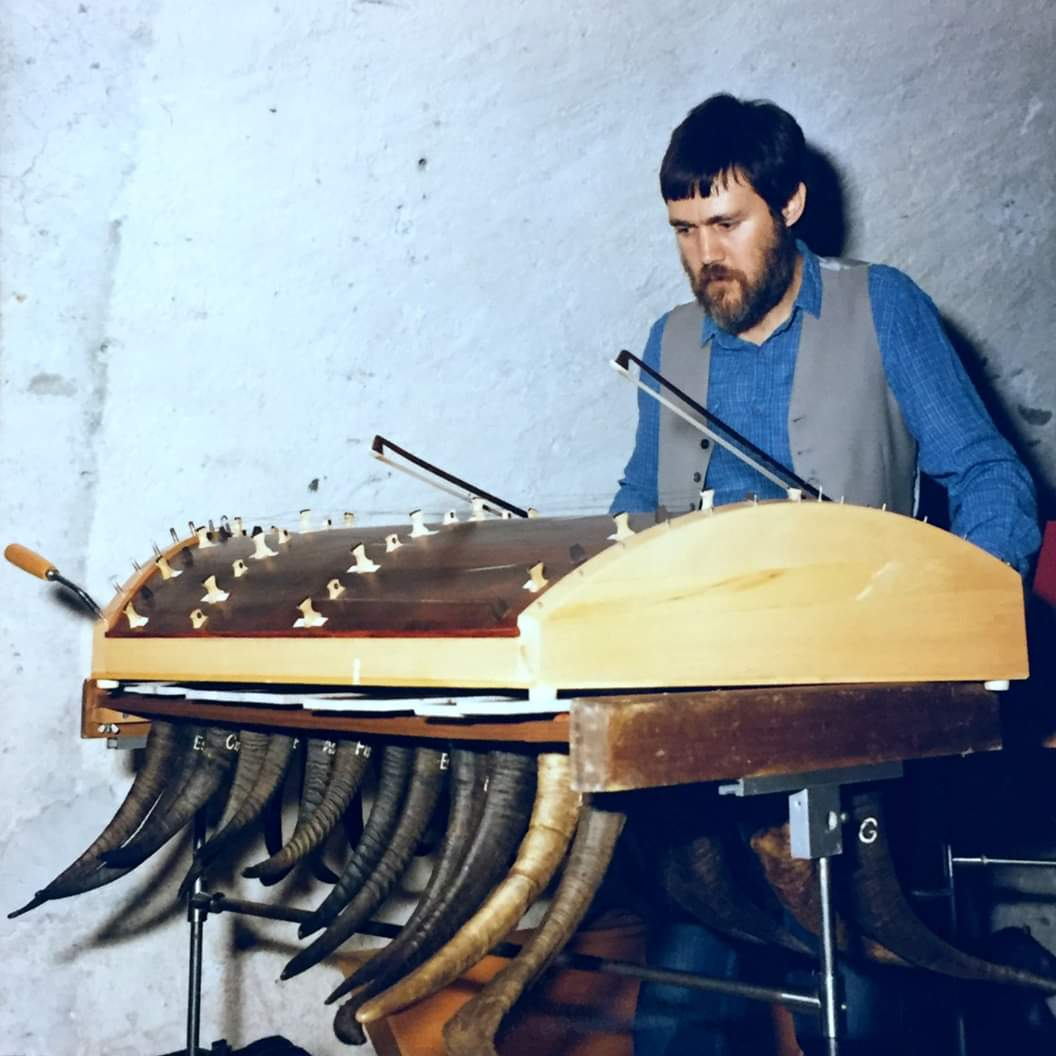
Amadé Salzmann am Fienschger Lädi (Streichpsalterium)

Amadé Salzmann komponierte mehr als zwanzig Stücke im neuzeitlichen Volksmusikstil für die Formation Oberwalliser Spillit. Mittlerweile werden seine Kompositionen auch von anderen Volksmusikgruppen gespielt. Neben den eigenen Kompositionen zeichnete Amadé Salzmann traditionelle Volksmusikweisen aus dem Oberwallis, die bis anhin oft nur über das Gehör von Musikant zu Musikant weitergegeben wurden, als Tondokumente auf, setzte sie in Notenschrift und bewahrte diese so vor dem Vergessen. Für gemischten Chor und Ländlerkapelle textete und komponierte er ein Lied. Nach seinem Tod wurden die Werke zusammengefasst und publiziert.

## Maler und Karikaturist
Amadé Salzmann betätigte sich auch als Maler, Grafiker und Karikaturist. Die meisten seiner Bilder sind Aquarelle und befinden sich im Privatbesitz der Familie. Seine Karikaturen wurden in der Zeitung Rote Anneliese, in Wahlzeitungen, in der Oberwalliser Fastnachtszeitung Rätscha u. a. veröffentlicht. Als Grafiker gestaltete er mehrere Cover der Langspielplatten, Musikkassetten und CDs der Oberwalliser Spillit.

## Veröffentlichungen
- „En Mascha embri“. Musik der Oberwalliser Spillit. (Mülirad, Nr. 1046) Mülirad-Verlag, Altdorf 2007
- Das Hackbrett im Wallis – Instrumentenbau und Spielanleitung. Rotten Verlag, Visp 1989
- D' Walliser Tschifra – und ihre Herstellung. (Broschüre) Eigenverlag

## Diskografie
- Das Hackbrett im Wallis – Tänze und Übungsstücke zum gleichnamigen Buch; MC, Bd. 1; Tonstudio ERMANO, Brig
- Das Hackbrett im Wallis – Tänze und Übungsstücke zum gleichnamigen Buch; MC, Bd. 2; Tonstudio ERMANO, Brig

Die folgenden Tonträger enthalten jeweils Kompositionen von Amadé Salzmann.
- Oberwalliser Spillit; Okt. 1979; LP; WA 3127 und MC WAMC 3127, Sonographic AG, Schlieren, Nr. 1, Nr. 6, Nr. 11
- Oberwalliser Spillit; 1981 und 1983: LP; WA 3211 und MC WAMC 3211; Sonographic AG, Nr. 8
- Oberwalliser Spillit; 1987; LP; PH 1351; und MC, MCPH 41351, Tonstudio Lattman AG, Lindau, Nr. 1, Nr. 2, Nr. 3, Nr. 7, Nr. 9
- Oberwalliser Spillit; ohne Datum; LP, PLP 3103 und MC PMC5103, Phonoplay AG, Luzern, Nr. 2, N4. 4, Nr. 9, Nr. 13
- Oberwalliser Spillit; 1977–1997; 1997; CD 9704; Musikszene Schweiz; MGB, Zürich, Nr. 1, Nr. 9, Nr. 12
- Oberwalliser Spillit; 1990; Produktion Radio DRS; Aufnahme Tonstudio Lattman AG, Lindau
- Oberwalliser Spillit; 1992; CD 9202 Musikszene Schweiz; MGB, Zürich, Nr. 4, Nr. 6, Nr. 9–12,
- Oberwalliser Spillit; 1996; CD 9602 Musikszene Schweiz; MGB, Zürich,
- Oberwalliser Spillit; 1988; Schweizer musizieren, Sendung von Radio DRS am 23. Juli 1988